# Liam Moore
Liam Simon Moore, född 31 januari 1993, är en engelsk-jamaicansk före detta fotbollsspelare. Han spelade främst som högerback eller mittback. Moore representerade Englands U17, U20 och U21-landslag.

## Klubbkarriär
Den 20 augusti 2016 värvades Moore av Reading, där han skrev på ett fyraårskontrakt. Den 2 augusti 2017 förlängde han sitt kontrakt i klubben och skrev på ett nytt fyraårskontrakt. Den 31 januari 2022 lånades Moore ut till Stoke City på ett låneavtal över resten av säsongen 2021/2022.
Den 13 februari 2024 skrev Moore på ett halvårskontrakt med Northampton Town. I augusti 2024 avslutade han sin fotbollskarriär.

## Landslagskarriär
Moore debuterade för Jamaicas landslag den 25 mars 2021 i en 4–1-förlust mot USA.